# Ataliva Roca
Pour l’article ayant un titre homophone, voir Anzoátegui.
Ataliva Roca est une localité argentine située dans le département d'Utracán, dans la province de La Pampa. La juridiction de la municipalité s'étend également sur la localité presque inhabitée de Naicó dans le département de Toay et sur une zone rurale du département d'Atreucó. Elle est située à 45 km de la capitale de la province. Elle est traversée par la RN 35.

## Histoire
En 1909, la première école, dont le directeur était Teófilo Lucero, a été créée. Plusieurs commerces ont été créés : la première boulangerie de San Pedro ; la boucherie d'Acuña et Aza ; le bureau d'état civil, dont le premier directeur était Teófilo Casal ; une pharmacie apothicaire, Edorna, a été l'une des premières entreprises.
Le registre civil a commencé à fonctionner en 1911, son premier responsable étant Julio Casals. Le tribunal de paix a été créé le 13 septembre 1933. Il offre à la ville des conseils gratuits sur les affaires civiles, les contrats, les certifications et les procédures judiciaires.
La ville s'est développée progressivement et le 20 octobre 1922, le Territoire de la Pampa centrale a créé la Commission de développement d'Ataliva Roca. Ses premières autorités étaient Don Jorge Chapuis, président, Orfeo Pattacini, trésorier, et Eulogio Fernández García, secrétaire.